# Área de Conservação da Paisagem de Kesselaiu
A Área de Conservação da Paisagem de Kesselaiu é um parque natural situado no Condado de Saare, na Estónia.
A sua área é de 175 hectares.
A área protegida foi designada em 1938 para proteger o penhasco de Kesselaiu e os seus arredores. Em 2004, a unidade de conservação foi reformulada como área de preservação paisagística.